# NGC 1963
NGC 1963 is een open sterrenhoop in het sterrenbeeld Duif. Het hemelobject werd op 24 december 1835 ontdekt door de Britse astronoom John Herschel.

## Synoniemen
- ESO 363-SC5